# 倉敷市立琴浦東小学校
倉敷市立琴浦東小学校（くらしきしりつ ことうらひがししょうがっこう）は、岡山県倉敷市児島田の口3丁目（児島地区）にある公立小学校。

## 沿革
《出典：》
- 1873年（明治6年）4月5日 - 第4大学区第3中学区第18番小学として、尾崎佐太郎宅内に開校。児童数88名。
- 1880年（明治13年）9月 - 校舎新設。児島郡第47番学区仙随小学校と改称[注釈 1]。
- 1893年（明治26年）12月 - 田の口柳の内に移転し、児島郡田の口尋常小学校と改称。
- 1915年（大正4年）11月1日 - 琴浦町設立に伴い、琴浦町田の口尋常高等小学校と改称[注釈 2]。
- 1941年（昭和16年）4月1日 - 国民学校令により、琴浦町立琴浦第二国民学校に改称。
- 1947年（昭和22年）4月1日 - 学制改革により、琴浦町立琴浦第二小学校に改称。
- 1950年（昭和25年）7月 - 琴浦町立琴浦東小学校と改称。
- 1956年（昭和31年）4月1日 - 琴浦町が児島市と合併したのに伴い、児島市立琴浦東小学校と改称。当時の所在地は児島市田の口3600番地[6][注釈 3]。
- 1967年（昭和42年）2月1日 - 児島市が倉敷市と合併したのに伴い、倉敷市立琴浦東小学校と改称。
- 2001年（平成13年）3月 - 新校舎が竣工。
- 2018年（平成30年）7月6日 - 西日本豪雨災害のための避難所開設[8]。

## 通学区域
- 倉敷市
  - 児島田の口、児島田の口1丁目～7丁目、児島下の町8丁目8街区27号、児島下の町9丁目（10街区17号、11街区25号及び28号）、児島唐琴町、児島唐琴1丁目～4丁目、児島白尾（本村、掛ヶ下、落合、下部）[9]

卒業生は基本的に倉敷市立琴浦中学校へ進学する。

## 周辺
児島港が南に広がる。学生服やジーンズ等、繊維産業が盛ん。
- 児島田の口郵便局
- 明石被服興業本社 - 「富士ヨット学生服」で知られる学生服のメーカー。
- 国道430号

## アクセス
- JR本四備讃線 児島駅から東へ3.7km
- 下電バス 由加登山口バス停にて下車

## 通学区域が隣接している学校
- 倉敷市立琴浦南小学校
- 倉敷市立琴浦西小学校
- 倉敷市立琴浦北小学校 （2021年4月から休校中）
- 玉野市立荘内小学校
- 玉野市立第二日比小学校